# روفوس ستيفنسون
روفوس ستيفنسون هو سياسي كندي، ولد في 14 يناير 1835، وتوفي في 15 فبراير 1901. انتخب عضو مجلس العموم الكندي.